# 瀕死
| ウィキペディアには「瀕死」という見出しの百科事典記事はありません（タイトルに「瀕死」を含むページの一覧/「瀕死」で始まるページの一覧）。 代わりにウィクショナリーのページ「瀕死」が役に立つかもしれません。 |